# Mannschaftskader der División de Honor (Schach) 1996
Die Liste der Mannschaftskader der División de Honor (Schach) 1996 enthält alle Spieler, die in der spanischen División de Honor im Schach 1996 mindestens eine Partie spielten, mit ihren Einzelergebnissen.

## Allgemeines
Während UGA Barcelona und CE Vulcà Barcelona in allen Runden die gleichen vier Spieler einsetzten, spielten bei EM El Olivar Zaragoza acht Spieler mindestens eine Partie. Insgesamt kamen 56 Spieler zum Einsatz, von denen 24 an allen Wettkämpfen teilnahmen.
Punktbester Spieler war Josep Oms Pallisé (UGA Barcelona) mit 7 Punkten aus 9 Partien. Jordi Magem Badals (UGA Barcelona) erreichte 6,5 Punkte aus 9 Partien, Kevin Spraggett (CE Barcino Barcelona) 6 Punkte aus 9 Partien. Jesús María Cerrajería Ruiz (EM El Olivar Zaragoza) gewann bei seinen beiden Einsätzen und erreichte als einziger Spieler 100 %.

## Legende
Die nachstehenden Tabellen enthalten folgende Informationen:
- Nr.: Ranglistennummer
- Titel: FIDE-Titel; GM = Großmeister, IM = Internationaler Meister, FM = FIDE-Meister
- Land: Verbandszugehörigkeit gemäß Elo-Liste von Juli 1996; ARG = Argentinien, AUS = Australien, CAN = Kanada, ENG = England, ESP = Spanien, FRA = Frankreich, RUS = Russland, SWE = Schweden, USA = Vereinigte Staaten, YUG = Jugoslawien
- Elo: Elo-Zahl in der Elo-Liste von Juli 1996
- G: Anzahl Gewinnpartien
- R: Anzahl Remispartien
- V: Anzahl Verlustpartien
- Pkt.: Anzahl der erreichten Punkte
- Partien: Anzahl der gespielten Partien

## UGA Barcelona
| Nr. | Titel | Name                               | Land | Elo  | G | R | V | Pkt. | Partien |
| --- | ----- | ---------------------------------- | ---- | ---- | - | - | - | ---- | ------- |
| 1   | GM    | Miguel Illescas Córdoba            | ESP  | 2640 | 3 | 5 | 1 | 5,5  | 9       |
| 2   | GM    | Jordi Magem Badals                 | ESP  | 2570 | 5 | 3 | 1 | 6,5  | 9       |
| 3   | IM    | Francisco Javier Ochoa de Echagüen | ESP  | 2435 | 2 | 6 | 1 | 5    | 9       |
| 4   | FM    | Josep Oms Pallisé                  | ESP  | 2395 | 5 | 4 | 0 | 7    | 9       |

## CE Barcino Barcelona
| Nr. | Titel | Name                    | Land | Elo  | G | R | V | Pkt. | Partien |
| --- | ----- | ----------------------- | ---- | ---- | - | - | - | ---- | ------- |
| 1   | GM    | Kevin Spraggett         | CAN  | 2530 | 3 | 6 | 0 | 6    | 9       |
| 2   | GM    | David García Ilundáin   | ESP  | 2520 | 1 | 8 | 0 | 5    | 9       |
| 3   | IM    | Juan Mellado Triviño    | ESP  | 2455 | 2 | 3 | 2 | 3,5  | 7       |
| 4   | IM    | Juan Pomés Marcet       | ESP  | 2420 | 3 | 3 | 0 | 4,5  | 6       |
| 5   | IM    | Víctor Manuel Vehí Bach | ESP  | 2365 | 1 | 3 | 0 | 2,5  | 4       |
| 6   |       | Lluís Viladot Serra     | ESP  |      | 0 | 1 | 0 | 0,5  | 1       |

## CA La Caja de Canarias
| Nr. | Titel | Name                  | Land | Elo  | G | R | V | Pkt. | Partien |
| --- | ----- | --------------------- | ---- | ---- | - | - | - | ---- | ------- |
| 1   | GM    | Anatoli Karpow        | RUS  | 2775 | 2 | 2 | 0 | 3    | 4       |
| 2   | GM    | Anatoli Waisser       | FRA  | 2565 | 0 | 3 | 2 | 1,5  | 5       |
| 3   | GM    | Félix Izeta Txabarri  | ESP  | 2525 | 4 | 3 | 2 | 5,5  | 9       |
| 4   | IM    | José García Padrón    | ESP  | 2440 | 5 | 1 | 3 | 5,5  | 9       |
| 5   | FM    | Ernesto Solana Suárez | ESP  | 2320 | 3 | 4 | 2 | 5    | 9       |

## CA Villa de Teror
| Nr. | Titel | Name                     | Land | Elo  | G | R | V | Pkt. | Partien |
| --- | ----- | ------------------------ | ---- | ---- | - | - | - | ---- | ------- |
| 1   | GM    | Jonathan Speelman        | ENG  | 2625 | 1 | 8 | 0 | 5    | 9       |
| 2   | IM    | Juan Mario Gómez Esteban | ESP  | 2495 | 3 | 4 | 1 | 5    | 8       |
| 3   |       | Manuel Gómez Guerrero    | ESP  | 2205 | 0 | 0 | 1 | 0    | 1       |
| 4   |       | Joaquin Ballester Sanz   | ESP  | 2195 | 5 | 1 | 3 | 5,5  | 9       |
| 5   |       | Luis García Caballero    | ESP  | 2300 | 1 | 2 | 1 | 2    | 4       |
| 6   |       | Francisco López Colón    | ESP  | 2250 | 2 | 2 | 1 | 3    | 5       |

## CA Cambre
| Nr. | Titel | Name                      | Land | Elo  | G | R | V | Pkt. | Partien |
| --- | ----- | ------------------------- | ---- | ---- | - | - | - | ---- | ------- |
| 1   | GM    | Aleksa Striković          | YUG  | 2550 | 3 | 4 | 2 | 5    | 9       |
| 2   | GM    | Alfonso Romero Holmes     | ESP  | 2430 | 2 | 6 | 1 | 5    | 9       |
| 3   | FM    | Roberto Páramos Domínguez | ESP  | 2410 | 2 | 4 | 2 | 4    | 8       |
| 4   |       | Jácobo Cáselas Cabanas    | ESP  | 2350 | 2 | 6 | 0 | 5    | 8       |
| 5   |       | Jorge Amil Serantes       | ESP  |      | 1 | 0 | 1 | 1    | 2       |

## RC Labradores Sevilla
| Nr. | Titel | Name                           | Land | Elo  | G | R | V | Pkt. | Partien |
| --- | ----- | ------------------------------ | ---- | ---- | - | - | - | ---- | ------- |
| 1   | GM    | Daniel Cámpora                 | ARG  | 2545 | 1 | 8 | 0 | 5    | 9       |
| 2   | IM    | Juan Carlos Rodríguez Talavera | ESP  | 2405 | 0 | 0 | 1 | 0    | 1       |
| 3   | FM    | Fernando Vega Holm             | ESP  | 2355 | 4 | 3 | 2 | 5,5  | 9       |
| 4   | FM    | Ismael Terán Álvarez           | ESP  | 2325 | 3 | 4 | 2 | 5    | 9       |
| 5   |       | Félix Ramos Suría              | ESP  | 2200 | 1 | 1 | 3 | 1,5  | 5       |
| 6   |       | Enrique Álvarez Fernández      | ESP  |      | 0 | 3 | 0 | 1,5  | 3       |

## CA Marcote Mondariz
| Nr. | Titel | Name                   | Land | Elo  | G | R | V | Pkt. | Partien |
| --- | ----- | ---------------------- | ---- | ---- | - | - | - | ---- | ------- |
| 1   | GM    | Boris Gulko            | USA  | 2615 | 3 | 5 | 1 | 5,5  | 9       |
| 2   | GM    | Zenón Franco Ocampos   | ESP  | 2470 | 2 | 5 | 2 | 4,5  | 9       |
| 3   | IM    | Francisco Vallejo Pons | ESP  | 2420 | 3 | 1 | 2 | 3,5  | 6       |
| 4   | FM    | Rafael Rodríguez López | ESP  | 2410 | 2 | 3 | 2 | 3,5  | 7       |
| 5   | FM    | Sergio Estremera Paños | ESP  | 2345 | 0 | 3 | 2 | 1,5  | 5       |

## CE Vulcà Barcelona
| Nr. | Titel | Name                     | Land | Elo  | G | R | V | Pkt. | Partien |
| --- | ----- | ------------------------ | ---- | ---- | - | - | - | ---- | ------- |
| 1   | GM    | Pia Cramling             | SWE  | 2545 | 1 | 4 | 4 | 3    | 9       |
| 2   | GM    | Juan Manuel Bellón López | ESP  | 2490 | 3 | 3 | 3 | 4,5  | 9       |
| 3   | GM    | Orestes Rodríguez Vargas | ESP  | 2415 | 3 | 4 | 2 | 5    | 9       |
| 4   | IM    | Ángel Martín González    | ESP  | 2440 | 2 | 4 | 3 | 4    | 9       |

## EM El Olivar Zaragoza
| Nr. | Titel | Name                          | Land | Elo  | G | R | V | Pkt. | Partien |
| --- | ----- | ----------------------------- | ---- | ---- | - | - | - | ---- | ------- |
| 1   | GM    | Ian Rogers                    | AUS  | 2575 | 1 | 8 | 0 | 5    | 9       |
| 2   | IM    | Javier Gil Capapé             | ESP  | 2435 | 2 | 3 | 4 | 3,5  | 9       |
| 3   |       | Cristóbal Ramo Frontiñán      | ESP  | 2390 | 2 | 2 | 2 | 3    | 6       |
| 4   |       | Félix Fernández López         | ESP  | 2335 | 0 | 1 | 3 | 0,5  | 4       |
| 5   |       | Antonio Hernando García       | ESP  | 2240 | 1 | 2 | 0 | 2    | 3       |
| 6   | FM    | Ernesto Palacios de la Prida  | ESP  | 2225 | 0 | 0 | 1 | 0    | 1       |
| 7   |       | Jesús María Cerrajería Ruiz   | ESP  | 2210 | 2 | 0 | 0 | 2    | 2       |
| 8   |       | Juan Bautista Meléndez Fierro | ESP  | 2170 | 0 | 0 | 2 | 0    | 2       |

## CE Santa Margarita
| Nr. | Titel | Name                     | Land | Elo  | G | R | V | Pkt. | Partien |
| --- | ----- | ------------------------ | ---- | ---- | - | - | - | ---- | ------- |
| 1   |       | Juan Ramón Galiani Salom | ESP  | 2215 | 0 | 0 | 7 | 0    | 7       |
| 2   |       | Juan Gaya Yodra          | ESP  |      | 0 | 2 | 4 | 1    | 6       |
| 3   |       | Lucas Císneros Belenguer | ESP  | 2305 | 0 | 1 | 6 | 0,5  | 7       |
| 4   |       | Alex Sanahuja Palomo     | ESP  |      | 0 | 2 | 4 | 1    | 6       |
| 5   |       | Santiago Juan Mas        | ESP  |      | 0 | 2 | 4 | 1    | 6       |
| 6   |       | José Oneto Zarco         | ESP  |      | 0 | 0 | 3 | 0    | 3       |
| 7   |       | Jordi Canales            | ESP  |      | 0 | 0 | 1 | 0    | 1       |